# Campionati del mondo di ciclismo su strada 2024 - Staffetta a squadre mista
La staffetta a squadre mista dei Campionati del mondo di ciclismo su strada 2024 si è svolta il 25 settembre 2024 su un percorso di 53,7 km, con partenza e arrivo a Zurigo, in Svizzera. La medaglia d'oro fu appannaggio del sestetto dell'Australia, al suo primo successo nella specialità, il quale completò il percorso con il tempo di 1h12'52"28; l'argento andò al sestetto della Germania e il bronzo a quello dell'Italia.
All'arrivo di Zurigo, 20 squadre su 20 partenti (19 nazionali più una selezione mista dell'Unione Ciclistica Internazionale con atleti cresciuti da essa nel World Cycling Centre di Aigle) terminarono la corsa.

## Ordine d'arrivo
| Pos. | Corridori | Squadra               | Tempo      |
| ---- | --- | --------------------- | ---------- |
| 1    | Michael Matthews Ben O'Connor Jay Vine Grace Brown Brodie Chapman Ruby Roseman-Gannon                                  | Australia             | 1h12'52"28 |
| 2    | Marco Brenner Miguel Heidemann Maximilian Schachmann Franziska Koch Liane Lippert Antonia Niedermaier                  | Germania              | a 0"85     |
| 3    | Edoardo Affini Mattia Cattaneo Filippo Ganna Elisa Longo Borghini Soraya Paladin Gaia Realini                          | Italia                | a 8"25     |
| 4    | Bruno Armirail Thibault Guernalec Benjamin Thomas Audrey Cordon-Ragot Cédrine Kerbaol Juliette Labous                  | Francia               | a 23"83    |
| 5    | Mikkel Bjerg Magnus Cort Nielsen Mikkel Honoré Rebecca Koerner Emma Norsgaard Cecilie Uttrup Ludwig                    | Danimarca             | a 2'06"52  |
| 6    | Brandon McNulty Neilson Powless Kevin Vermaerke Emily Ehrlich Amber Neben Lauren Stephens                              | Stati Uniti d'America |            |
| 7    | Pier-André Côté Derek Gee Jonas Walton Olivia Baril Ava Holmgren Mara Roldan                                           | Canada                | a 2'42"04  |
| 8    | Stefan Bissegger Johan Jacobs Fabian Weiss Elise Chabbey Noemi Rüegg Jasmin Liechti                                    | Svizzera              | a 2'51"73  |
| 9    | Markel Beloki David de la Cruz Raúl García Pierna Mireia Benito Paula Blasi Eneritz Vadillo                            | Spagna                | a 3'50"30  |
| 10   | Philipp Hofbauer Felix Ritzinger Adrian Stieger Christina Schweinberger Kathrin Schweinberger Adrian Stieger           | Austria               | a 4'51"33  |
| 11   | Vitalij Hryniv Semën Simon Daniil Jakovlev Julija Birjukova Ol'ha Kulynyč Ol'ha Šekel'                                 | Ucraina               | a 6'59"77  |
| 12   | Rait Ärm Madis Mihkels Norman Vahtra Laura Lizette Sander Elina Tasane Aidi Gerde Tuisk                                | Estonia               | a 8'29"60  |
| 13   | Awet Aman Amir Arslan Ansari Yafiet Mulugeta Nika Bobnar Eyeru Tesfoam Gebru Lize-Ann Louw                             | World Cycling Centre  | a 10'39"10 |
| 14   | Li Zhen Lyu Xianjing Miao Chengshuo Tang Xin Zeng Luyao Zhou Qiuying                                                   | Cina                  | a 10'47"34 |
| 15   | Tegshbayar Batsaikhan Temuulen Khadbaatar Jambaljamts Sainbayar Enkhmaa Enkhtur Anujin Jinjiibadam Solongo Tserenlkham | Mongolia              | a 12'28"99 |
| 16   | Martin Papanov Jordan Petrov Emil Stojnev Petja Minkova Gergana Stojanova Ivana Tonkova                                | Bulgaria              | a 12'36"38 |
| 17   | Jonathan Caicedo Joffre Imbaquingo Anderson Palma Miryam Núñez Marcela Penafiel Natalia Vásquez Amaya                  | Ecuador               | a 13'54"68 |
| 18   | Vainqueur Masengesho Samuel Niyonkuru Etienne Tuyizere Diane Ingabire Xaveline Nirere Valentine Nzayisenga             | Ruanda                | a 14'27"49 |
| 19   | Qais Haidari Mohamad Islam Jorat Ahmad Mirzaye Marwa Karimi Fariba Hashimi Yulduz Hashimi                              | Afghanistan           | a 16'26"01 |
| 20   | Slimane Badlis Nasrallah Essemiani Hamza Mansouri Nesrine Houili Yasmine El Meddah Imene Maldji                        | Algeria               | a 30'25"09 |